# جمشید فاروقی
جمشید فاروقی نویسنده، روزنامه‌نگار و تاریخ‌پژوه است. او تا سال ۲۰۲۲ به عنوان روزنامه‌نگار ارشد با بخش فارسی دویچه‌وله همکاری می‌کرد.

## زندگی‌نامه
جمشید فاروقی روز ۲۵ اسفند سال ۱۳۳۵ در تهران متولد شد. سال‌های کودکی و نوجوانی خود را در شهر آبادان گذارند. او پس از تحصیل در شهر آبادان به تهران آمده و در رشتهٔ اقتصاد در دانشگاه ملی شروع به تحصیل می‌کند. پس از پایان تحصیلاتش به آلمان مهاجرت می‌کند و سپس در آلمان در رشته‌های فلسفه، تاریخ مدرن اروپا، تاریخ قرون وسطی و تاریخ باستان در دانشگاه کلن تحصیل می‌کند. پس از آن در دانشگاه اوترخت هلند به تحصیل در زمینهٔ تاریخ معاصر ایران می‌پردازد و با نوشتن پایان‌نامه‌ای درباره‌ی "دولت، مشروعیت و کاریسما در ایران مدرن" موفق به اخذ مدرک دکتری از این دانشگاه می‌شود. جمشید فاروقی هم‌اکنون در آلمان زندگی می‌کند.
آغاز فعالیت نویسندگی
فاروقی کار نویسندگی را در جوانی شروع می‌کند. اولین کتاب ادبی او به نامه "خون پای نخل" در فروردین سال ۱۳۵۸ توسط نشر نگاه در تهران منتشر می‌شود. از این کتاب در بین "مهم‌ترین و پرفروش‌ترین" رمان‌های پنج‌دهه اخیر ایران یاد می‌شود.
او پس از آن چند داستان بلند و رمان منتشر می‌کند. کتاب "کلاس درس ما" در سال ۱۳۵۹ منتشر می‌شود. پس از یک دوره طولانی، فاروقی مجددا روی به کار نویسندگی می‌آورد. کتاب "ویواه‌، یک ازدواج کاغذی" در سال ۱۳۸۶ توسط نشر ثالث منتشر می‌شود. 
رمان "انقلاب و کیک توت فرنگی" را جمشید فاروقی در سال ۱۳۹۷ (۲۰۱۸) توسط انتشارات فروغ در شهر کلن آلمان به چاپ می‌رساند. رمان "ملاقات با یک معما" از او در سال ۱۳۹۸ (۲۰۱۹) توسط همان انتشاراتی به چاپ می‌رسد. در سال ۲۰۲۴ رمان "سه ساعت پس از پاییز" از فاروقی منتشر می‌شود.
جمشید فاروقی پیش از مهاجرت به آلمان با نام مستعار جمشید مساوات چندکتاب و از جمله "مقولات سیاسی"، "تحلیلی بر خرده بورژوازی" و "خرده بورژوازی در ایران" منتشر کرده‌است.

## فعالیت‌های روزنامه‌نگاری
جمشید فاروقی فعالیت روزنامه‌نگاری خود را در سال‌های جوانی و با نوشتن مقالات سیاسی، اقتصادی و فرهنگی با نشریات سیاسی آغاز کرد. پس از پایان تحصیل خود در رشته فلسفه و تاریخ اروپا تصمیم به فعالیت حرفه‌ای در عرصه روزنامه نگاری گرفت. پس از گذراندن یک دوره‌ آموزش حرفه‌ای روزنامه‌نگاری در سال ۱۹۹۶ در بخش فارسی دویچه وله (صدای آلمان) مشغول به کار شد. 
جمشید فاروقی از سال ۲۰۰۲ مدیریت رادیو فارسی‌زبان دویچه وله و پس از آن در سال ۲۰۰۹ مدیریت وبگاه بخش فارسی دویچه وله (صدای آلمان) را نیز بر عهده می‌گیرد. فاروقی در سال ۲۰۱۶ پس از کناره‌گیری از سمت خود به عنوان مدیر بخش فارسی دویچه وله، به کار خود به عنوان روزنامه‌نگار ارشد با این فرستنده ادامه می‌دهد. او در عین حال با شبکه‌ها و رسانه‌های فارسی‌زبان دیگر نیز در مورد رویدادهای ایران و همچنین تحولات آلمان و اتحادیه اروپا همکاری می‌کند.